# اشریشیا کلی
اشرشیا کُلی (نام علمی: Escherichia coli) یا به اختصار E.coli نوعی باسیل گرم منفی بی‌هوازی اختیاری و میله‌ای‌شکل کلی‌فرم از سردهٔ اشریشیا و خانوادهٔ انتروباکتریاسه است که به‌طور شایع در رودهٔ جانوران خون‌گرم وجود دارد. بیشتر سویه‌های اشریشیا کلی، بی‌آزار هستند. اما برخی از سروتیپ‌ها مانند O157:H۷ موجب مسمویت غذایی و اسهال می‌شوند. این سویه‌های بی‌آزار، بخشی از فلور عادی روده هستند. آن‌ها در تولید ویتامین کا۲ نقش دارند و از استقرار باکتری‌های بیماری‌زا در روده جلوگیری می‌کنند. این باکتری، ۰/۱٪ فلور روده را به خود اختصاص داده‌است و از طریق مسیر مدفوعی-دهانی (به انگلیسی: oral- fecal) از یک فرد به فرد دیگر منتقل می‌شود.
اشرشیا کُلی شایع‌ترین عامل عفونت ادراری است که حدود ۹۰ درصد از عفونت‌های ادراری در زنان جوان را به خود اختصاص می‌دهد. علائم بالینی این عفونت به صورت تکرر ادرار، سوزش ادراری، خون در ادرار و چرک در ادرار است. این باکتری، سه آنزیم دارد که ژن‌های سازنده آن را کنار هم قرار می‌دهند و توسط یک بخش تنظیمی بیان می‌شوند.
این باکتری را می‌توان به راحتی و با هزینه‌ای کم در محیط آزمایشگاهی کشت داد و بیش از ۶۰ سال است که به‌شدت مورد بررسی قرار گرفته‌است. اشرشیا کلی، یک باکتری شیمی‌پرورد است که محیط شیمیایی آن باید دارای منبع کربن و انرژی باشد. این باکتری، گسترده‌ترین جاندار مدل پروکاریوتی مورد مطالعه و یک گونهٔ مهم در زمینه‌های زیست‌فناوری و میکروبیولوژی است که به‌عنوان جاندار میزبان برای بسیاری از پژوهش‌ها در رابطه با دی‌ان‌ای نوترکیب مورد استفاده قرار می‌گیرد. در شرایط مساعد، تولید مثل این باکتری کمتر از ۲۰ دقیقه طول می‌کشد.

## آرایه‌شناسی
اشتقاق (واگرایی) سرده‌های اشریشیا و سالمونلا در حدود ۱۰۲ میلیون سال پیش (بین ۵۷ تا ۱۷۶ میلیون سال پیش) همزمان با اشتقاق و فرگشت میزبان‌هایشان اتفاق افتاده‌است: باکتری‌های سردهٔ اشریشیا به‌طور عمده در پستانداران یافت می‌شوند و سالمونلا در پرندگان و خزندگان یافت می‌شود. پس از آن، اشتقاق اشریشیا به ۵ گونهٔ E. albertii, E. coli, E. fergusonii, E. hermannii و E. vulneris رخ داده‌است. آخرین نیای اشریشیا کُلی ۲۰ تا ۳۰ میلیون سال پیش اشتقاق یافته‌است.

## تاریخچه
نخستین‌بار در سال ۱۸۸۵ تئودور اشریش (به انگلیسی: Theodor Escherich)، این باکتری را در مدفوع افراد سالم پیدا کرد و آن را Bacterium coli commune نامید. سپس در سال ۱۸۹۵ توسط والتر میگولا باسیلوس کُلی (به لاتین: Bacillus coli) نامیده شد و بعدها در سردهٔ اشریشیا (به افتخار کاشف آن) دوباره طبقه‌بندی شد. اشریشیا متعلق به گروهی از باکتری‌ها به نام کلی‌فرم‌ها (به انگلیسی: coliforms) است. آن‌ها عضوی از خانوادهٔ انتروباکتریاسه هستند.

## زیست‌شناسی و بیوشیمی

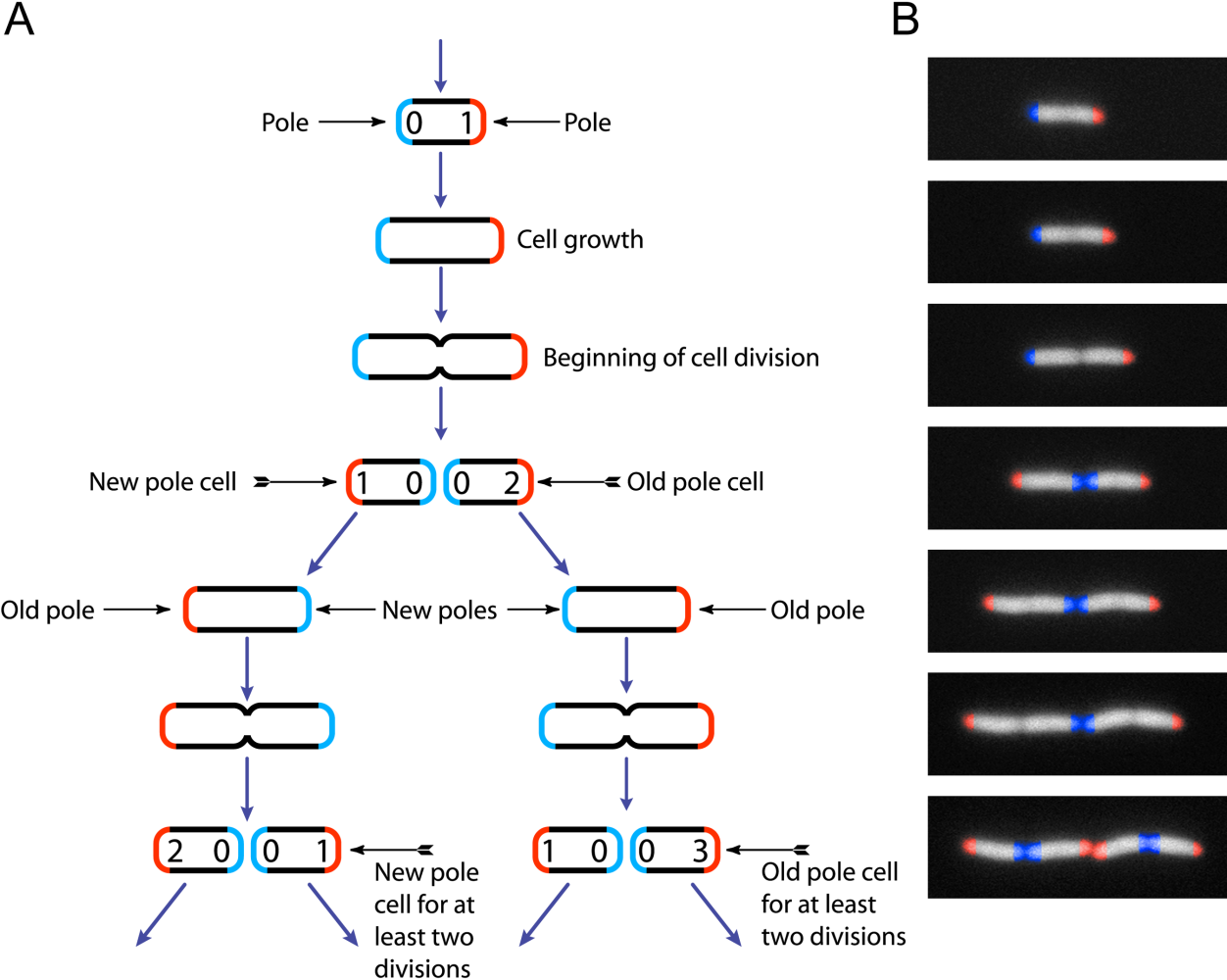
تقسیم‌های دوتایی و پیاپی اشریشیا کلی

اشریشیا کلای، یک باسیل گرم منفی، متحرک، بی‌هوازی اختیاری و بدون اسپور است. این باکتری در شرایط بی‌هوازی، مخلوطی از اسیدها مانند لاکتات، سوکسینات، اتانول، استات و دی‌اکسید کربن تولید می‌کند. رشد بهینهٔ این باکتری در دمای ۳۷ درجه سلسیوس است. اما تا دمای ۴۹ درجه را نیز تحمل کرده و به رشد خود ادامه می‌دهد. این باکتری می‌تواند هم در شرایط هوازی و هم در شرایط بی‌هوازی رشد کند. سویه‌های اشریشیا کلای دارای تاژک و متحرک هستند. تاژک‌ها متعدد و از نوع پیرامونی (به انگلیسی: peritrichous) هستند. اشریشیا کلای و باکتری‌های مشابه آن، با استفاده از مکانیسم‌هایی مانند ترانسفورماسیون، هم‌یوغی (کانژوگاسیون) و ترارسانی، مادهٔ ژنتیکی خود را از راه انتقال افقی ژن‌ها به سایر باکتری‌های مشابه خود منتقل می‌کنند. برای نمونه، انتقال ژن توکسین شیگا از شیگلا به اشریشیا کُلی او۱۵۷:اچ۷ از طریق فاژ (ترانسداکسیون) اتفاق افتاده‌است.

### تشخیص آزمایشگاهی
اشریشیا کُلی بر روی محیط کشت مک‌کانکی آگار، کلنی‌های ارغوانی ایجاد می‌کند. زیرا باکتری از نوع لاکتوز مثبت است و قند را تخمیر کرده و اسید تولید می‌کند. اسید موجب کاهش پی‌اچ در محیط کشت مک‌کانکی آگار شده و در نتیجه رنگ ارغوانی ایجاد می‌شود. همین اتفاق نیز در محیط EMB (Eosin Methylene Blue) رخ داده و کلنی‌های ارغوانی تیره با جلای سبز فلزی ایجاد می‌کند. باکتری در محیط TSI به صورت اسید/اسید و با تولید گاز و هیدروژن سولفید منفی است. از نظر تست IMViC به صورت اندول مثبت، MR مثبت، VP منفی و سیترات منفی است. برای بررسی وجود توکسین می‌توان از کشت سلولی یا پی‌سی‌آر (واکنش زنجیره‌ای پلیمراز) استفاده کرد.

## تنوع
اشریشیا کلای، یکی از متنوع‌ترین گونه‌های باکتریایی است. به‌طوریکه ۲۰ درصد از ژنوم آن بین سویه‌های مختلف، مشترک است. از دیدگاه فرگشتی، حتی می‌توان شیگلا را نوعی اشریشیا کلای به حساب آورد. بیشتر تیپ‌های این باکتری در روده بیماری‌زا نیستند. ولی برخی از تیپ‌های آن (پاتوتیپ یا ویروتیپ) توانایی ایجاد بیماری را دارند. اشریشیا کُلی انتروتوکسیژنیک (به انگلیسی: Enterotoxigenic E. coli، به‌طور مخفف ETEC) با تولید سم‌های LT یا ST موجب مسمومیت غذایی در مسافران (اسهال مسافران) می‌شود. اشریشیا کُلی انتروپاتوژن (به انگلیسی: Enteropathogenic E. coli، به‌طور مخفف EPEC) با آسیب مستقیم به بافت روده موجب اسهال در کودکان می‌شود. اشریشیا کُلی انتروهموراژیک (به انگلیسی: Enterohemorrhagic E. coli، به‌طور مخفف EHEC) با ترشح توکسین شیگا (stx toxin) موجب اسهال خونی می‌شود. اشریشیا انترواینویسیو (به انگلیسی: Enteroinvasive E. coli، به‌طور مخفف EIEC) همانند شیگلا به‌طور مستقیم با تهاجم بافتی به سلول‌های روده آسیب می‌رساند. اشریشیا اوروپاتوژنیک (به انگلیسی: Uropathogenic E. coli، به‌طور مخفف UPEC) در عفونت مجرای ادراری به‌ویژه التهاب مثانه نقش دارد.

### سروتیپ‌ها
سروتیپ‌بندی سویه‌های اشریشیا کُلی بر اساس آنتی‌ژن‌های O (سوماتیک)، H (فلاژل) و K (کپسولی) انجام می‌گیرد. برای نمونه E.coli O157:H7 که یکی از سروتیپ‌های مهم از EHEC است. آنتی‌ژن O قسمتی از لیپوپلی‌ساکارید (به انگلیسی: lipopolysaccharide، به‌طور مخفف LPS) است. در واقع، قسمت‌های قندی تکراری (از ۱ تا ۴۰ تکرار) و ایمونولوژیک است که در سطح LPS قرار می‌گیرد. آنتی‌ژن K همان کپسول است که باکتری را دربرگرفته‌است. آنتی‌ژن H همان فلاژل باکتری است که از جنس پروتئین است. تعداد سروتیپ‌های آنتی‌ژن O، از O۱ تا O۱۸۱ می‌باشد. تعداد سروتیپ‌های آنتی‌ژن H از H۱ تا H56 است. برخی از این سروتیپ‌ها خاص بعضی از پاتوتیپ‌ها (تیپ‌های بیماری‌زا) هستند به عنوان مثال O157:H7 نوعی EHEC است که با تولید توکسین شیگا موجب اسهال خونی می‌شود.

ساختار لیپو پلی ساکارید

## سطح ضدباکتریایی آلیاژهای مس
با آزمایش‌های بسیار، نشان داده شده‌است که سطح مس و آلیاژهای آن، باکتری اشریشیا کُلی را در کمتر از ۲ ساعت از زمان آلودگی نابود می‌کند. این نتایج، نویدبخش غلبه بر عفونت‌های بیمارستانی است. استفاده از مس در قسمت‌های فلزی تخت و میز بیمار، شیرآلات و دستگیره درها، سینی، سینک و غیره، به ویژه در بخش مراقبت‌های ویژه بیمارستان‌ها، سبب کاهش انتقال باکتری به دیگر افراد خواهد شد.

## بیماری و پیشگیری
تماس مواد خوراکی مانند سبزی‌ها و لبنیات (مانند شیر پاستوریزه‌نشده، کره و پنیر) با مدفوع آلوده به اشریشیا کُلی باعث انتقال باکتری به انسان می‌شود. در پژوهشی که مرکز کنترل و پیشگیری از بیماری (ایالات متحده) بین سال‌های ۱۹۸۲ و ۲۰۰۲ انجام داد دریافت که از ۸۰۰۰ مورد گزارش‌شده از این بیماری ۴۰ نفر جان خود را از دست داده‌اند که حدود یک مورد مرگ از هر ۲۰۰ مورد ابتلا خواهد بود. کودکان، نوزادان و سالمندان به‌ویژه در معرض خطرات بیشتری از عوارض شدید ابتلا به عفونت اشریشیا کُلی قرار دارند.
شستن درست دست‌ها، ایمن‌سازی مواد‌غذایی و همچنین پرهیز از برخی مواد‌غذایی (مانند جوانه‌های خام مانند آلفا‌آلفا (یونجه)، ماش، شبدر و مانند آنها) و گوشت خوب پخته نشده بهترین راه‌ها برای کاهش خطر ابتلا به ای‌کولای هستند.

## کاربردها
اشریشیا کُلی نخستین جانداری بود که با روش‌های مهندسی ژنتیک مورد دستکاری ژنتیکی قرار گرفت. از این باکتری برای شبیه‌سازی و بیان بسیاری از ژن‌ها و تولید محصولات نوترکیب استفاده شده‌است. برای نمونه با استفاده از مهندسی ژنتیک، دانشمندان توانسته‌اند از اشریشیا کلی، انسولین تولید کنند. از اشریشیا کُلی‌های تغییر بافته برای تولید واکسن و زیست‌پالایی نیز استفاده شده‌است.
از اشریشیا کُلی به‌عنوان یک جاندار مدل در پژوهش‌های ژنتیکی استفاده می‌شود. به‌عنوان مثال، نخستین بار پدیدهٔ هم‌یوغی در آن دیده شد و هنوز هم در تحقیقات از آن استفاده می‌شود. برای بررسی اثرات فاژ بر باکتری‌ها اولین بار از اشریشیا کُلی استفاده شد.
در پزشکی از اشریشیا کُلی سویهٔ Nissle 1917 به‌عنوان پروبیوتیک برای درمان بیماری‌های گوارشی مانند بیماری التهابی روده استفاده شده‌است.